# Tipula (Savtshenkia) obsoleta
Tipula (Savtshenkia) obsoleta is een tweevleugelige uit de familie langpootmuggen (Tipulidae). De soort komt voor in het Palearctisch gebied.